# Próteavirágúak
A próteavirágúak (Proteales) egy a valódi kétszikűek közé tartozó rend, melybe a legújabb rendszerezés szerint 3 család 82 nemzetségének 1610 faja tartozik. Monofiletikusságukat a molekuláris genetikai elemzések egyértelmű teszik, morfológiailag azonban igen nagy különbségek vannak fajai között. Makrojellemzőik közül a táplálószövet hiánya, a viszonylag nagy sziklevél és a hosszú bibefelület köti össze őket. Emellett az ősi, krétakori próteaféléknek még platánszerű, ún. platanoid levelei voltak.

## Rendszerezésük

### Újabb rendszerezés
Az APG II (Angiosperm Phylogeny Group) osztályozása alapján a rend a valódi kétszikűek (Eudicotyledon v. eudicots) klád korán kivált rendjei közé tartozik. Négy család alkotja, melyek közül az utolsót az APG IV előtt rendbe nem sorolt családként kezeltek:
- Lótuszfélék (Nelumbonaceae)
- Próteafélék (Proteaceae)
- Platánfélék (Platanaceae)
- Sabiaceae

### Hagyományos rendszerezés
A hagyományos rendszerezések egyöntetűen rendként határozták meg a csoportot.
Cronquist Archiválva 2011. szeptember 27-i dátummal a Wayback Machine-ben rendszere a rendet a Rosidae alosztályba sorolja a következő családokkal:
- Elaeagnaceae
- Proteaceae

Dahlgren Archiválva 2007. február 14-i dátummal a Wayback Machine-ben rendszere szerint a Proteiflorae főrend egyetlen rendje egyetlen (Proteaceae) családdal.